# Ризький бунт
Ризький бунт — стався в 1899, став реакцією на «непідвищення» заробітної плати робітникам низки підприємств за неурахування реального стану справ, коли ціни зростали, а зарплати було залишатися колишньому рівні.
1 травня 1899 робітниці підприємства «Джутова мануфактура» вирушили на страйк із вимогою від адміністрації підвищити зарплату. Вимоги робітниць задовольняти ніхто не збирався.
5 травня на ім'я ліфляндського генерал-губернатора направлено скаргу від імені робітниць. Хода почалася від підприємства (воно розташовувалося на Джутовій вулиці, в сучасній Тейці ближче до Чієкуркалнса), але губернські війська вирішили зупинити його і блокували просування робітниць на підступах до кордону міста (тоді там розташовувалися Олександрівські ворота, тепер - Повітряний (Олександрівський) міст)). 150-200 учасниць ходи були відтіснені й загнані до Олександрівського саду, де відповідні органи зайнялися перерахуванням робітниць джутопереробної галузі. Після перерахунку їм робили розрахунок, тобто вони отримували звільнення. 1000 робітників поза огорожею почали активно висловлювати свій протест, спробували звільнити блокованих у саду робітників, проте напоролися на стрілянину з боку поліції, 9 людей загинуло, спроба не вдалася, поліція відтіснила демонстрантів.
Наступного дня, 6 травня, на вулиці Риги вийшло понад 20 000 робітників, які висловили свій рішучий протест у зв'язку з арештом багатьох протестантів і з загибеллю тих 9 з них від рук поліцейських. 
Хвилювання тривали до 9 травня 1899, коли зрештою 3600 солдатів почали патрулювати вулиці міста, щоб не допустити концентрації робітників.
10 травня почався широкомасштабний страйк на території ризького Задвіння (Засулаукс, Торнякалнс). До них приєдналися робітники підприємств (особливо активні були робітники Кузнецовки) Петербурзького та Московського форштадтів з вимогами підвищити заробітну плату та скоротити робочий день.
12 травня на 28 підприємствах страйкувало понад 7000 робітників. Проте страйковий рух пішов на спад, у локальних зіткненнях поліції до 18 травня загинуло 93 особи, багато людей отримали поранення різного ступеня тяжкості.
Ризький бунт 1899 став першим в історії Риги виступом робітників.